# سیارک ۴۰۷۶۴
سیارک ۴۰۷۶۴ (به انگلیسی: 40764 Gerhardiser، نامگذاری:1999TA16) چهل هزار و هفتصد و شصت و چهارمین سیارک کشف شده‌است که در ۱۳ اکتبر ۱۹۹۹ کشف شد.